# أندرا ميدي
أندرا ميدي (بالإنجليزية: Andra Medea)‏ هي كاتِبة أمريكية، ولدت في 17 سبتمبر 1953 في شيكاغو في الولايات المتحدة.